# Grootsporige gordijnzwam
De grootsporige gordijnzwam (Cortinarius casimirii) is een schimmel behorend tot de familie Cortinariaceae. Hij vormt ectomycorrhiza met Eik (Quercus), Fagus, Berk (Betula) en Kruipwilg (Salix repens) in loof- en gemengde bossen en langs lanen op voedselarm tot matig voedselrijk, droog tot matig vochtig zand of leem.

## Kenmerken

### Uiterlijke kenmerken
Hoed
De hoed heeft een diameter van 20-40 mm. De vorm is rond en umbonaat. De kleur is grijs-bruin. Jonge exemplaren hebben wollige restanten velum aan de hoedrand.
Lamellen
De lamellen staat matig dicht bij elkaar. De kleur is bleek bruin.
Steel
De steel heeft een lengte van 30-65 mm en dikte van 4-6 mm.
Geur en smaak
De geur is vaag radijsachtig.

### Microscopische kenmerken
De sporen zijn breed elipsevormig en meten 9,0-13 x 6,0-7,0 micron.

## Verspreiding
In Nederland komt de grootsporige gordijnzwam algemeen voor. Hij is niet bedreigd en staat niet op de rode lijst.